# NGC 557
NGC 557 je galaksija u zviježđu Kit.

## Vanjske poveznice
- SEDS: NGC 0557